# Boucardicus carylae
Boucardicus carylae és una espècie de caragol terrestre pertanyent a la família Cyclophoridae.

## Hàbitat
Viu als boscos tropicals i subtropicals secs entre 540 i 1.900 m d'altitud.

## Distribució geogràfica
És un endemisme de Madagascar.

## Estat de conservació
Es troba amenaçat d'extinció per la pèrdua del seu hàbitat natural.